# Judi Richards
 (juillet 2019).
Si vous disposez d'ouvrages ou d'articles de référence ou si vous connaissez des sites web de qualité traitant du thème abordé ici, merci de compléter l'article en donnant les références utiles à sa vérifiabilité et en les liant à la section « Notes et références ».
Pour les articles homonymes, voir Richards.
Ne doit pas être confondu avec Judith Richard.
Judi Richards (née en 1949 à Toronto) est une auteure-compositrice-interprète, femme de théâtre et humoriste canadienne. 
Elle est la fille du musicien Bill Richards et de l'actrice Billie Mae Richards.
Elle a reçu une formation en ballet classique et elle a débuté sur la scène avec la pièce de théâtre Anne... la maison aux pignons verts.

## Carrière

### 1969-1985: Début et Toulouse
Ayant déménagé à Montréal, elle commence sa carrière comme actrice dans la série télévisée It's Our Stuff.
Le 6 novembre 1971, Richards épouse l'humoriste Yvon Deschamps, avec qui elle aura trois filles. Vers le milieu de la décennie, elle apprend le français pour devenir interprète, notamment en faisant partie du groupe disco Toulouse qui lui doit sa notoriété, mais également, comme choriste pour Jean-Pierre Ferland ou encore Harmonium pour l'album Si on avait besoin d'une cinquième saison sur la pièce Histoires sans paroles dans laquelle elle vocalise.
En 1979, elle et les membres du groupe Toulouse reçoivent le tout premier Félix au premier gala de l'ADISQ pour leur album Taxi pour une nuit blanche qui est couronné microsillon de l'année - disco. L'année suivante, le groupe est récompensé d'un second prix pour Dangerous Ladies, et anime le spécial télévisuel Toulouse Extra sur les ondes de Télé-Métropole.  
En 1985, les membres du groupe participent à la chanson Les Yeux de la faim de la Fondation Québec-Afrique afin d'amasser des fonds pour la famine en Éthiopie. La même année, elles animent leur second spécial télévisuel Dites ciao sur les ondes de Radio-Canada. Cette émission marquera la fin du groupe.

### 1986-présent: Projets solos
Judi Richards revient sur la scène artistique dès les années 1990 où elle prêtera sa voix à de nombreuses séries animés pour un auditoire jeunesse. En 1994, elle sort un premier album solo nommé Touche pas qui remporte le prix Félix pour album de l'année - country-folk. Son second album, J'fous le camp!, ne paraît qu'en 1997.
Elle se produit sur scène dans une tournée à travers le Québec en 1999, également, au manoir Rouville-Campbell dont elle et son mari sont les propriétaires. 
Vers 2006, elle se joint à l'équipe de l'émission Y'a plein d'soleil diffusé sur TQS. La même année, elle explore l'humour avec son mari pour le spectacle Judi & Yvon font une scène qui leur veut un prix Félix pour spectacle de l'année - humour. En 2007, elle lance son troisième album intitulé Du 7e ciel.
En 2009, elle est choisie parmi Renée Martel, Mahée Paiement et d'autres femmes pour animer pendant un mois le magazine culturel Affaires de stars à MusiMax au côté du journaliste Mike Gauthier.
Richards est également engagée socialement, elle a été profondément impliquée et porte-parole de l'organisme le Chaînon pour femmes en difficulté durant de nombreuses années et siège au conseil d'administration de la Fondation Yvon-Deschamps.

## Discographie

### Solo
- 1994 : Touche pas
- 1997 : J'fous le camp!
- 2007 : Du 7e ciel
- 2018 : Héritage

### avec Toulouse
- 1976 : Toulouse
- 1976 : Potion Magique (avec Boule Noire)
- 1977 : Export
- 1978 : Taxi pour une nuit blanche
- 1979 : Dangerous Ladies
- 1981 : Trois dimensions

## Filmographie

### Solo[1]
| Année     | Titre                                   | Rôle           | Diffuseur                 |
| --------- | --------------------------------------- | -------------- | ------------------------- |
| 1969      | It's Our Stuff                          |                | CBC                       |
| 1991      | CLYDE                                   |                | Global Television Network |
| 1991      | The Real Story of Itsy Bitsy Spider     | Wanda / Branda |                           |
| 1992      | The Real Story of Happy Birthday to You | Maid           |                           |
| 1994      | Le Match de la Vie                      | elle-même      | TVA                       |
| 1999      | Un gars, une fille                      | Judi           | Radio-Canada              |
| 2006-2007 | Y'a plein d'soleil                      | elle-même      | TQS                       |
| 2009      | Affaires de Stars                       | co-animatrice  | Musimax                   |
| 2011      | Nafragés des Villes                     | narratrice     | RDI                       |

### avec Toulouse
| Année | Titre                           | Diffuseur      |
| ----- | ------------------------------- | -------------- |
| 1980  | Toulouse Extra                  | Télé-Métropole |
| 1985  | Dites ciao                      | Radio-Canada   |
| 2008  | Boule Noire... Aimes-Tu la Vie? | TVA            |

## Lauréats et nominations

### Gala de l'ADISQ

#### artistique
| Année | Catégorie                                 | Pour                                              | Résultat   |
| ----- | ----------------------------------------- | ------------------------------------------------- | ---------- |
| 1979  | disque de l'année / disco                 | Taxi pour une nuit blanche                        | lauréat    |
| 1980  | microsillon de l'année - musique de danse | Dangerous ladies                                  | lauréat    |
| 1995  | album de l'année - country/folk           | Touche pas                                        | lauréat    |
| 1995  | découverte de l'année                     | Judi Richards                                     | nomination |
| 1995  | interprète féminine de l'année            | Judi Richards                                     | nomination |
| 2006  | spectacle de l'année - humour             | Judi et Yvon font une scène (avec Yvon Deschamps) | lauréat    |

#### industriel
| Année | Catégorie                   | Pour                             | Résultat   |
| ----- | --------------------------- | -------------------------------- | ---------- |
| 1998  | metteur en scène de l'année | Judi Richards pour J'fous l'camp | nomination |